# Reem Kassis
Reem Kassis (nacida en 1987) es una escritora palestina conocida principalmente por su premiado libro de cocina The Palestinian Table ("La Mesa Palestina").

## Biografía
Reem Kassis nació y se crio en Jerusalén. Estudió en la Universidad de Pensilvania (Filadelfia), donde obtuvo su licenciatura en estudios empresariales e internacionales. Poco después, en 2010, obtuvo un Máster en Administración de Empresas en la escuela de negocios Wharton y siguió estudiando en la London School of Economics, donde consiguió un Máster en Ciencias en la especialidad de psicología social. Kassis trabajó también para el Foro Económico Mundial y como asesora de negocios de McKinsey & Company. Tras el nacimiento de sus hijas, decidió abandonar el mundo empresarial y comenzar su carrera literaria y culinaria. Actualmente vive en Filadelfia con su marido y sus dos hijas.

## The Palestinian Table
Su primer libro de cocina, The Palestinian Table, fue publicado en octubre de 2017 por Phaidon Press. El principal objetivo de este libro es preservar platos tradicionales palestinos e iniciar a los lectores occidentales en la cultura y cocina palestinas. Kassis escribió en el prefacio del libro: “The Palestinian Table abarca toda nuestra geografía, desde las montañas de la Galilea a los valles del sur, de la costa de Jaffa hasta Cisjordania. Se reparte por todo el planeta y se construye de recuerdos de un tiempo en el que la mayoría de nosotros vivíamos en la misma tierra.” The Palestinian Table consta de 150 recetas con fotografías, anécdotas personales e historias sobre los orígenes de los platos.
Las críticas de The Palestinian Table fueron por lo general positivas. La radio pública estadounidense NPR lo catalogó como uno de los mejores libros del año. The Guardian, The Independent, Nueva York Magazine, Buzzfeed, San Francisco Chronicle, The Nacional Post, Saveur Magazine, Departures y Milk Street lo incluyeron en sus listas de los mejores libros de cocina de 2017. Un periodista del Instituto de Estudios Palestinos recomendó el libro para neófitos y afirmó de Kassis que era “una humilde guía que no se ve deslumbrada por recetas intimidantes”. Tanuahka Marah, que hizo la crítica del diario británico Morning Star, describió las fotografías del libro como “impresionantes”. En su nominación para el Palestine Book Award, un crítico alabó las anécdotas de la autora porque proporcionan una “valiosa perspectiva cultural y detalles sobre como los platos locales se preparan y sirven”. El chef también Anthony Bourdain alabó el libro: "Con The Palestine Table, Reem Kassis demuestra con elegancia el poder de la comida para trascender las divisiones políticas que son, demasiado a menudo, lo único que sabemos sobre un lugar como Palestina. Leer y cocinar a partir de este libro esencial - una meditada colección de grandes recetas, perspectivas históricas y culturales, y hermosas fotografías- te llevará más cerca de entender esta compleja y fascinante parte del mundo."
The Palestine Table fue nominada para el Andre Simon Food and Drink Book Awards y el Edward Stanford Travel Writing Awards, y ganó en los premios Eugenie Brazier en Lyon. El libro también ganó el premio al Libro de Debut del Guild of Food Writers, la asociación profesional de escritores culinarios del Reino Unido, y fue nominado para el premio de la James Beard Foundation en la categoría Internacional.